# Atractus trihedrurus
Atractus trihedrurus là một loài rắn trong họ Colubridae. Loài này được Amaral mô tả khoa học đầu tiên năm 1926.